# Alysia truncator
Alysia truncator är en stekelart som först beskrevs av Christian Gottfried Daniel Nees von Esenbeck 1812.  Alysia truncator ingår i släktet Alysia och familjen bracksteklar. Inga underarter finns listade i Catalogue of Life.